# Epiphany (песня)
«Epiphany» (с англ. — «Прозрение») — песня американской певицы Тейлор Свифт, вышедшая 24 июля 2020 года на лейбле Republic Records вместе с выходом восьмого студийного альбома Folklore в качестве его тринадцатой композицией. Песня «Epiphany», написанная Свифт и её продюсером Аароном Десснером, посвящена заслугам врачей и людям всех профессий, боровшимся с пандемей COVID-19, и представляет собой эмбиентно-камерную поп-композицию, состоящую из медленной фортепианной линии, струнных и духовых инструментов.
В песне «Epiphany» Свифт сопереживает врачам и медсёстрам, которые обслуживают пострадавших, несмотря на их тяжёлую работу и психические травмы, которые им приходится испытывать в связи с потерей человеческих жизней, соотнося современную ситуацию с эмоциональными муками и физическим истощением, которые испытывали солдаты Второй мировой войны, особенно её дедушка-ветеран Дин. После выхода песня «Epiphany» получила положительные отзывы музыкальных критиков, многие из которых высоко оценили эмоциональность песни, её тематику, текст и вокальные способности Свифт, хотя некоторые сочли её медленный темп и исполнение вялым. Песня заняла 57 место в Billboard Hot 100 и вошла в топ-50 чартов синглов в Австралии, Канаде и Сингапуре.

## История
Folklore был задуман Свифт как плод мифопоэтических образов в её сознании, результат того, что её воображение «разгулялось» во время изоляции во время пандемии COVID-19. Одним из таких образов был образ её деда по отцовской линии Дина, который участвовал в битве за Гуадалканал, американской военной кампании против Японской империи, проходившей между 7 августа 1942 года и 9 февраля 1943 года во время Второй мировой войны. Свифт также упомянула другой образ, который визуализирует «руки, продетые сквозь пластик», в связи с протоколами карантина, которые соблюдались во время пандемии. Эти два понятия составили центральную тему «Epiphany».

- [Дин] никогда не говорил об этом, ни со своими сыновьями, ни с женой. Никто не слышал о том, что там произошло. Поэтому я попыталась представить, что должно было там произойти. Я поняла, что прямо сейчас есть люди, которые делают 20-минутный перерыв между сменами в больнице, и с ними происходит такая травма, о которой они, вероятно, никогда не захотят говорить. Я просто подумала, что это возможность рассказать эти истории. 
Свифт о том, что её вдохновило на создание песни

Свифт сочинила песню «Epiphany», а Аарон Десснер написал инструментальную часть и спродюсировал песню. 23 июля 2020 года Свифт анонсировала альбом Folklore и раскрыла его трек-лист, в котором песня «Epiphany» заняла 13 место. Альбом был выпущен 24 июля 2020 года. В клипе на второй трек альбома и главный сингл «Cardigan», являющийся отсылкой к песне, также присутствует фотография Дина.
Не роняй свой шлем, береги жизнь, сынок,

Кость не задета, вот твоя винтовка.

И теперь мы ползём через пляж.

...

Только двадцать минут на сон,

Но тебе снится какое-то прозрение,

Крошечный проблеск облегчения,

Чтобы понять то, что ты увидел.
Keep your helmet, keep your life, son

Just a flesh wound, here's your rifle

Crawling up the beaches now

...

Only twenty minutes to sleep

But you dream of some epiphany

Just one single glimpse of relief

To make some sense of what you've seen

## Композиция
«Epiphany» — это эмбиентная и камерно-поп мелодия в сопровождении фортепиано, духовых инструментов и оркестровых звуков. Десснер заявил, что он представлял себе «ледниковые, исландские звуки с растянутыми аккордами и почти классическим ощущением», когда Свифт описала идею звука, который она хотела получить для «Epiphany». Поэтому Десснер замедлил композиции из разных инструментов и поменял их местами, чтобы создать «гигантский стог гармонии», и добавил фортепиано для кинематографического образа.
Мелодически «Epiphany» — это гимн, демонстрирующий благоговейный и «ангельский» вокал Свифт. Являясь данью уважения медицинским работникам во время пандемии COVID-19, текст песни описывает разрушения, вызванные пандемией, при этом считая врачей и медсестёр солдатами на пляжах, соотнося их эмоциональные переживания с переживаниями её деда-ветерана Дина в битве за Гуадалканал. В первом куплете Свифт поёт о Дине на поле боя 1942 года, оказывая помощь солдату, истекающему кровью. Во втором куплете она переключается на медицинскую палату 2020 года, где пациенты дышат с трудом, а медсестры оказывают помощь ослабевшим больным. Свифт проводит параллель между давлением, которое испытывают оба типа людей (солдаты и врачи), помогая пациентам и служа своей стране, переживая травмы и становясь свидетелями смерти, и вынужденные примириться с этим, чтобы продолжать службу. В бридже и финале также упоминается, что оба эти типа людей получают «всего 20 минут на сон» и всё же мечтают «о каком-то прозрении».

- Для меня это как медсестра, врач или медицинский работник, где медицинская школа не может полностью подготовить вас к тому, чтобы увидеть, как кто-то умирает, или к сложным эмоциональным вещам, с которыми вы столкнетесь в своей работе. В прошлом герои были просто солдатами. Теперь это ещё и медицинские работники. На мой взгляд, в этом и заключается основная миссия песни. Есть вещи, о которых трудно говорить. Ты не можешь говорить об этом. Ты просто свидетельствуешь о них. 
Десснер о лирике песни «Epiphany»

## Отзывы
«Epiphany» получила в целом положительные отзывы от музыкальных критиков. Сара Карсон, написавшая рецензию для I, назвала «Epiphany» «спектральным» треком, увековечивающим пандемию COVID-19. Маура Джонстон из Entertainment Weekly также назвала его спектральным, написав, что песня движима «исследованием Свифт внутренних миров других людей», что позволяет ей «принимать новые голоса». Автор The Atlantic Спенсер Корнхабер назвал вокал Свифт в песне «полупрозрачным лучом», слоги которого падают «медленно, как пепел». Он добавил, что такая песня, как «Epiphany», казалось бы не должна работать для «женщины с большими привилегиями», как Свифт, которая связывает две травмы, которые «не являются её собственными», но она работает, потому что она «пишет с заботой и сочувствием, которые ощущаются почти как священнические». Карл Уилсон, написавший для Slate, резюмировал «Epiphany» как «поразительную в повествовательном плане», «актуальную песню», которая начинается с образа «армии, штурмующей пляж», а затем переходит в современную операционную, где «жизненные показатели женщины сбиваются, пока кто-то держит её руку через пластиковую защиту»; Уилсон добавил, что Свифт описывает эти сцены «тёплыми размеренными слогами», похожими на песню Кейт Буш 1989 года «This Woman’s Work». Энни Залески из The A.V. Club написала, что композиция «Epiphany» перекликается с «леденящей душу фортепианной работой» канадской певицы и музыканта Сары Маклахлан, а Джон Караманика из New York Times сравнил её с произведениями ирландской певицы Энии.

## Коммерческий успех
После выхода альбома Folklore песня «Epiphany» дебютировала на 57 месте в чарте Billboard Hot 100, на 11 месте в Hot Rock & Alternative Songs и на 24 месте в Rolling Stone Top 100. Также песня достигла 29 места в австралийском чарте ARIA Singles Chart, 27 места в сингапурском чарте и 44 места в канадском чарте Canadian Hot 100.

## Участники записи
По данным сервиса Tidal и альбомного буклета.
- Тейлор Свифт — вокал, автор
- Аарон Десснер — автор, продюсер, звукозапись, фортепиано, меллотрон, синтезаторы, электрогитара
- Bryce Dessner — оркестровка
- Dave Nelson — тромбон, звукозапись
- Benjamin Lainz — звукозапись
- Yuki Numata Resnick — альт, скрипка
- Kyle Resnick — труба, звукозапись
- Clarice Jensen — виолончель, звукозапись
- JT Bates — ударные, звукозапись
- Jonathan Low — звукозапись
- Лаура Сиск — звукозапись
- Сербан Генеа — сведение
- Рэнди Меррилл — мастеринг
- John Hanes — звукозапись

## Чарты
| Чарт (2020)                                  | Высшая позиция |
| -------------------------------------------- | -------------- |
| Австралия (ARIA)                             | 29             |
| Канада (Billboard Canadian Hot 100)          | 44             |
| Португалия (AFP)                             | 181            |
| Сингапур (RIAS)                              | 27             |
| Великобритания (UK Streaming Chart)          | 58             |
| США (Billboard Hot 100)                      | 57             |
| США (Billboard Hot Rock & Alternative Songs) | 11             |
| США (Rolling Stone Top 100)                  | 24             |

| Чарт (2020)                                   | Позиция |
| --------------------------------------------- | ------- |
| США (Hot Rock & Alternative Songs, Billboard) | 54      |

## Сертификации
| Регион                                                                      | Сертификация | Продажи |
| --------------------------------------------------------------------------- | ------------ | ------- |
| Австралия (ARIA)                                                            | Золотой      | 35 000  |
| Бразилия (ABPD)                                                             | Золотой      | 20 000  |
| Данные о продажах + прослушиваниях приведены только на основе сертификации. |              |         |